# Ali Isajev
Ali Isajevič Isajev (* 18. prosince 1983) je bývalý ruský zápasník–volnostylař darginské národnosti, který od roku 2007 reprezentoval Ázerbájdžán. Po skončení sportovní kariéry v roce 2016 se jako profesionál věnuje ultimátním zápasům (MMA). Zápasí pod organizacemi Fight Nights Global a Professional Fighters League.

## Sportovní kariéra
Je rodákem z dagestánské horské obce Mekegi v Levašinském okrese. Připravoval se v Machačkale. Potom co se neprosadil v ruské volnostylařské reprezentaci přijal v roce 2006 nabídku reprezentovat Ázerbájdžán. V roce 2008 se po diskvalifikaci Gruzína Davita Modzmanašviliho na mistrovství Evropy v Tampere dodatečně kvalifikoval na olympijské hry v Pekingu, kde prohrál v úvodním kole s Arturem Tajmazovem z Uzbekistánu 0:2 na sety. Od roku 2011 se v ázerbájdžánské reprezentaci neprosazoval na úkor dalšího Dagestánce Džamaladdina Magomedova.

### Výsledky
| Turnaj             | 2007 | 2008 | 2009 | 2010 |
| Turnaj             | 24   | 25   | 26   | 27   |
| Turnaj             | -120 | -120 | -120 | -120 |
| ------------------ | ---- | ---- | ---- | ---- |
| Olympijské hry     |      | úč.  |      |      |
| Mistrovství světa  | úč.  |      | 8.   | 5.   |
| Mistrovství Evropy | 5.   | 2.   | 1.   | úč.  |

## Profesionální kariéra
Jako profesionál se věnuje ultimátním zápasům (především MMA) od roku 2016. V letech 2016 až 2018 měl podepsanou smlouvu s ruskou organizací Fight Nights Global. V roce 2019 podepsal smlouvu s americkou Professional Fighters League.